# 洪石乡
洪石乡是中国陕西省安康市镇坪县下辖的一个乡。

## 行政区划
洪石乡下辖以下行政区：
千山村、五星村、青台村、洪联村、胜利村、桃花村、上湾村、洪阳村、大堰村、云雾村、仁河村